# Рупрехт I фон Кверфурт
Рупрехт I фон Кверфурт (на немски: Ruprecht Ivon Querfurt; † 12 декември 1266) от фамилията на бургграфовете на Магдебург от фамилията на графовете Кверфурти на фамилията Мансфелд, е от 1260 до 1266 г. архиепископ на Магдебург.

## Биография
Той е син на Гебхард IV фон Кверфурт († сл. 1213), бургграф на Магдебург, и съпругата му Луитгард фон Насау († пр. 1222), дъщеря на граф Рупрехт III фон Насау († 1191) и съпругата му графиня Елизабет фон Лайнинген († 1235/1238). Баща му играе важна роля в политиката на император Хайнрих VI. Чичо му Конрад I фон Кверфурт († 1202) е епископ на Хилдесхайм и на Вюрцбург и канцлер на римско-немския крал Филип Швабски. Рупрехт I е чичо на Зигфрид II фон Кверфурт, епископ на Хилдесхайм († 1310), и на Хайнрих II фон Вирнебург, архиепископ на Кьолн († 1332). Роднина е на Брун фон Кверфурт († 1009), архиепископ и мисионер и вторият християнски апостол и мъченик при прусите, син на Брун II Стари († 1009/ 1017).
Рупрехт първо е домдехант в Магдебург и през 1260 г. е избран за архиепископ на Магдебург. През 1261 г. (третата неделя след Великден) в Магдебург се състои провинциален събор (синод). За да напълни празната каса Рупрехт нарежда през 1261 г. да заловят богатите евреи от Магдебуерг и след плащането на високи суми да ги освободят. Освен това къщите на евреите са ограбени. Същото се провежда и в град Хале. В касата на Рупрехт така се събират повече от 100 000 сребърни марки.
Архиепископ Рупрехт умира на 19 декември 1266 г. е погребан в катедралната църква на Магдебург.